# Ходзьо Токіюкі
Ходзьо Токіюкі (*北条 時行, — 21 червня 1353) — середньовічний японський політичний та військовий діяч періоду Кемму та початку сьогунату Муроматі. Став засновником клану Йокай.

## Життєпис
Походив із самурайського роду Ходзьо. Син Ходзьо Такатокі, сіккена й фактичного правителя Камакурського сьогунату. Під час повстання на чолі із імператором Ґо-Дайго проти роду Ходзьо, поразки останнього було знищено більшість представників Ходзьо, зокрема Такатокі, його синів і небожів.
Ходзьо Токіюкі зумів врятуватися, втік до провінції Сінано, де отримав допомогу від Суви Йорісіґе. Зібрав тут війська, з якими у 1335 році рушив на Камакуру. Завдав поразки Асікаґи Тадайосі, старшому братові Асікаґи Такаудзі. Втім, незабаром війська останнього разом з принцом Нарійосі перейшли в наступ. Вирішальна битва відбулася на річці Саґаміґава (провінція Канто) наприкінці 1335 року, де завдав поразки Токіюкі.
Ходзе Токіюкі вимолив прощення в імператора. Згодом служив під орудою Кітабатаке Акіє. У 1336 році під орудою останнього воював проти Асікаґи Такаудзі. Після перемоги останнього залишився вірним Ґо-Дайго, який зрештою заснував Південну династію. 1352 році звитяжив під час захоплення Кіото та відновлення влади Південної династії на значній території Японії. Втім під час боїв у провінції Сагамі потрапив у засідку і зазнав поразки. Ходзьо Токіюкі було схоплено й страчено.